# 1. zongoraverseny (Mozart)
Wolfgang Amadeus Mozart 1., F-dúr zongoraversenye a Köchel-jegyzékben a 37. számot viseli.

## Története
1767-ben keletkezett, amikor a 11 esztendős Mozart édesapjával Bécsbe készült, és ottani szereplése céljaira négy zongoraversenyt komponált. Ez a mű a négyes sorozat első darabja. Az első négy zongoraversenyről Mozart két jeles életrajzírója, Wyzewa és St. Foix megállapította, hogy azok Raupach, Honauer, Schobert és Eckardt zongoraszonátáinak átiratai. A darabok a Köchel-jegyzékben 37., 39., 40. és 41. szám alatt szerepelnek.

## Szerkezete, jellemzői
A partitúra szerint a mű vonósokra , zongorára (vagy csembalóra), valamint két oboára és kürtre íródott.
Tételei:
- 1. Allegro
- 2. Andante − C-dúrban
- 3. Allegro

Az első tétel Hermann Friedrich Raupach billentyűs hangszerekre és hegedűre írt szonátája nyomán készült, amelyet Párizsban 1756-ban adtak ki. A második tétel eredete ismeretlen, Eric Blom, a Grove′s Dictionary ötödik kiadásának kiadója szerint ez Mozart önálló alkotása. Az utolsó tétel Leontzi Honauer szonátája nyomán készült.
A zongora szólama csembalószerű hatást idéz. A művet könnyed rokokó hangzás jellemzi.

## Ismertség, előadási gyakoriság
Alig ismert, hangversenyen, hanglemezen, vagy elektronikus médiákban nagyon ritkán hallgatható darab. 2006-ban a Mozart-év kapcsán a MR3-Bartók Rádió Mozart összes művét bemutató sorozatában volt hallható.

## Fordítás
- Ez a szócikk részben vagy egészben a Piano Concertos Nos 1-4 (Mozart) című angol Wikipédia-szócikk fordításán alapul.  Az eredeti cikk szerkesztőit annak laptörténete sorolja fel. Ez a jelzés csupán a megfogalmazás eredetét és a szerzői jogokat jelzi, nem szolgál a cikkben szereplő információk forrásmegjelöléseként.